# Izabella Frederico Sangalli
Izabella Frederico Sangalli, meglio conosciuta come Iza Sangalli (Americana, 31 marzo 1995), è una cestista brasiliana con cittadinanza italiana.

## Carriera
Con il Brasile ha disputato i Campionati americani del 2015.